# En nombre del amor (novela)
The Choice es una novela romántica de 2007 escrita por Nicholas Sparks. 
En 2016 se realizó una adaptación cinematográfica de la novela, protagonizada por Benjamin Walker y Teresa Palmer.

## Sinopsis
Travis Parker y Gabby Holland se van en un viaje interesante de vida como vecinos y luego amantes. Muchos conflictos vienen después. Travis Parker es un hombre feliz con amigos maravillosos, con una gran ocupación y una vida envidiable. Él piensa que su vida ya está llena de alegría y felicidad. Luego, Gabby Holland se muda al lado de su casa. Y lo que florece es una historia de amor emocional e inspirante. Es una historia sobre traspasar barreras para estar con los que amas. Es sobre amor, confianza, fuerza, y las elecciones que podemos hacer para mostrarlos.